# San Francisco de Sales
San Francisco de Sales, ou plus simplement San Francisco, est une municipalité située dans le département de Cundinamarca, en Colombie.